# Cacia integricornis
Cacia integricornis är en skalbaggsart som beskrevs av Schwarzer 1930. Cacia integricornis ingår i släktet Cacia och familjen långhorningar. Inga underarter finns listade.